# Julian Wießmeier
Julian Klaus Wießmeier (* 4. November 1992 in Nürnberg) ist ein deutscher Fußballspieler.

## Karriere

### Verein
Der in Nürnberg geborene Wießmeier begann das Fußballspielen 1996 beim Stadtteilclub VfR Moorenbrunn und wechselte dann 1997 zum SV 1873 Nürnberg Süd. 2004 wechselte er in die Jugend des 1. FC Nürnberg, bei dem er die weiteren Juniorenjahrgänge durchlief.
In seinem zweiten A-Jugend-Jahr, der Saison 2010/11, empfahl sich der Nachwuchsstürmer mit 18 Toren in 23 Spielen in der A-Junioren-Bundesliga und wurde Torschützenkönig der Staffel Süd/Südwest. Der damalige Kapitän der U-19-Mannschaft wurde auch gelegentlich in der zweiten Mannschaft in der viertklassigen Regionalliga Süd eingesetzt. Im November 2010 erhielt er vorzeitig einen Lizenzvertrag bis zum 30. Juni 2014. Im April 2011 durfte Wießmeier erstmals bei den Bundesligaprofis mittrainieren. Ende des Monats erzielte er sein erstes U-23-Tor und kurz darauf vier Tore in einem U-19-Spiel gegen Eintracht Frankfurt. Trainer Dieter Hecking berief ihn daraufhin zum Saisonausklang am 14. Mai gegen Hannover 96 in die Bundesligamannschaft, mit der er sofort in der Startaufstellung seinen ersten Profieinsatz absolvierte und sein erstes Bundesligator erzielte. Ende August 2012 wurde er für die Saison 2012/13 an den Zweitligisten SSV Jahn Regensburg ausgeliehen.
Zur Saison 2013/14 wurde Wießmeier für zwei Spielzeiten an den Drittligisten SV Wehen Wiesbaden ausgeliehen. Bereits nach einem halben Jahr löste der SV Wehen Wiesbaden allerdings den Vertrag wieder auf und Wießmeier kehrte in die U-23 des 1. FC Nürnberg zurück. Zum Saisonwechsel 2015 wechselte er nach Österreich zum SC Austria Lustenau.
Zur Saison 2017/18 wechselte er zum Ligakonkurrenten SV Ried. Mit Ried stieg er 2020 in die Bundesliga auf. Im April 2022 verlängerte Wießmeier seinen Vertrag bei den Oberösterreichern um weitere zwei Jahre bis 2024. Nach dem Wiederabstieg 2023 verließ er Ried nach sechs Jahren und insgesamt 169 Ligaeinsätzen für die Oberösterreicher.
Daraufhin kehrte er nach acht Jahren wieder nach Deutschland zurück und wechselte zur Saison 2023/24 zum Regionalligisten BFC Dynamo. Mit den Hohenschönhausenern gewann er 2025 den Landespokal und verließ anschließend den Klub zum österreichischen Regionalligisten FC Dornbirn 1913.

### Nationalmannschaft
In der Spielzeit 2010/11 wurde Julian Wießmeier auch erstmals für die deutsche U19-Nationalmannschaft berücksichtigt. Danach spielte er in der deutschen U-20 Auswahl.

## Erfolge
- Torschützenkönig der A-Junioren-Bundesliga Süd/Südwest: 2011